# Kasia Adamik
Kasia Adamik, właśc. Katarzyna Maria Adamik (ur. 28 grudnia 1972 w Warszawie) – polska reżyserka, storyboardzistka, plastyczka, członkini Zarządu Gildii Reżyserów Polskich.

## Życiorys
Jest córką Agnieszki Holland i Laco Adamíka, wnuczką Henryka Hollanda, a także siostrzenicą Magdaleny Łazarkiewicz. Ukończyła studia na wydziale grafiki Akademii Sztuk Pięknych w Brukseli. Na 42. Festiwalu Polskich Filmów Fabularnych w Gdyni wraz ze swoją matką, uzyskała nagrodę za film Pokot.
W 2012 roku wyznała publicznie, że jest lesbijką. Jej partnerką jest reżyserka Olga Chajdas.

## Filmografia
Telewizja
- 2015: Krew z krwi (odc. 7) – II reżyseria
- 2014: Dziecko Rosemary (Rosemary’s Baby]) – II reżyseria
- 2011: Głęboka woda – reżyseria (odcinki: 3, 6, 8), montaż (odcinki: 3, 6-8)
- 2011: Układ warszawski – reżyseria (odcinki: 1-5)
- 2009: Naznaczony – reżyseria (odcinki: 1, 11-12), współpraca (odcinki: 13)
- 2007: Ekipa – reżyseria (odcinki: 1, 3-7, 14), współpraca (odcinki: 2, 8-13)
- 2007: Ekipa – obsada aktorska, uczestniczka pogrzebu Szczęsnego (odcinek 14)
- 2005–2008: Pitbull – reżyseria (odcinki: 24-27)

Film
- 2017: Amok – reżyseria[4]
- 2017: Pokot – reżyseria[5]
- 2011: W ciemności – II reżyseria, storyboard
- 2009: Janosik. Prawdziwa historia – reżyseria
- 2008: Boisko bezdomnych – reżyseria, scenariusz
- 2005: Kopia mistrza – II reżyseria, storyboard (scenorys)
- 2002: Julia wraca do domu – współpraca reżyserska, storyboard
- 2002: Trapped – storyboard
- 2001: Oczy anioła – storyboard (scenorys)
- 2001: Golden dreams – storyboard (scenorys)
- 2001: Kraina wiecznego szczęścia – storyboard (scenorys)
- 2001: Strzał w serce – storyboard (scenorys)
- 2000: Bitwa o Ziemię – storyboard (scenorys)
- 1999: Na koniec świata – storyboard (scenorys)
- 1999: The Third Miracle – storyboard (scenorys)
- 1999: Plac Waszyngtona – storyboard (scenorys)
- 1995: Całkowite zaćmienie – storyboard (scenorys)
- 1993: Tajemniczy ogród – asystentka Agnieszki Holland